# La Vergne, Tennessee
La Vergne, Tennessee (енгл. La Vergne) град је у америчкој савезној држави Тенеси.

## Демографија
По попису из 2010. године број становника је 32.588, што је 13.901 (74,4%) становника више него 2000. године.
| Група             | 2000.          | 2010.          |
| Белци             | 15.450 (82,7%) | 19.015 (58,3%) |
| Афроамериканци    | 2.059 (11,0%)  | 7.491 (23,0%)  |
| Азијати           | 246 (1,3%)     | 1.060 (3,3%)   |
| Хиспаноамериканци | 661 (3,5%)     | 4.239 (13,0%)  |
| Укупно            | 18.687         | 32.588         |